# Louis de Pardaillan de Gondrin (1688-1712)
Louis de Pardaillan, Marchese di Gondrin (luglio 1688 – 22 febbraio 1712) è stato un nobiluomo francese.
Era un nipote di Madame de Montespan ed era noto come marquis de Gondrin.

## Biografia
Nacque nel 1688 ed era il maggiore dei due figli maschi di Louis Antoine de Pardaillan, Duca d'Antin e di sua moglie Julie Françoise de Crussol (1669–1742), figlia del Duca di Uzès. Suo fratello minore Pierre fu duca-vescovo di Langres. Come primogenito, ci si aspettava che sarebbe succeduto come capo del Casato di Pardaillan.
Premorì al padre e pertanto non gli succedette al Ducato d'Antin che fu creato nel 1711 da Luigi XIV.
Sposò Marie Victoire de Noailles, una dei venti figli del Duca di Noailles e Marie Françoise de Bournonville, il 25 gennaio 1707.
All'epoca del suo primo matrimonio, Marie Victoire, marquise de Gondrin, era una dame du palais della nipote acquisita del re, la duchesse de Bourgogne, futura Delfina di Francia e madre di Re Luigi XV.
Louis morì il 22 febbraio 1712. Fu succeduto da suo figlio al titolo di marquis de Gondrin. Il 2 febbraio 1723, Marie Victoire si sposò nuovamente, in una cerimonia segreta, con il Conte di Tolosa, il più giovane dei figli legittimati di Luigi XIV e Madame de Montespan. Il matrimonio fu annunciato soltanto dopo la morte del Régent nel dicembre di quello stesso anno.

## Figli
1. Louis de Pardaillan (9 novembre 1707 – 9 dicembre 1743), Duca d'Antin, sposò Françoise Gillonne de Montmorency-Luxembourg ed ebbe figli;
2. Antoine François de Pardaillan (1709–1741), marchese di Gondrin; sposò Marie François Renée (detta Mathilde) de Carbonnel-Canisy